# Kumran
Kumran (heb. חירבת קומראן, ar. خربة قمران - Khirbet Qumran) je antičko naselje čiji su ostaci smješteni na visoravanu oko kilometar i pol sjeverozapadno od obale Mrtvog mora na Zapadnoj obalo, nedaleko od izraelskog naselja i kibuca Kalia. Naselje potječe iz helenističkog razdoblja, kada ga je sagradio Ivan Hirkan (134-104. pr. Kr.), a uništili su ga Rimljani u doba Velikog ustanka godine 68. ili nešto kasnije. Najpoznatije je kao naselje najbliže znamenitim špiljama gdje su sakriveni Svitci s Mrtvog mora.

## Vanjske poveznice
- The Fortress at Qumran: A History of Interpretation Robert Cargill (2009).
- The Enigma of Qumran Yaron Ben-Ami (2004). An analysis of the work of Magen and Peleg.